# Peña de los Enamorados
Il rilievo Peña de los Enamorados (dallo spagnolo Roccia degli innamorati) è una formazione calcarea appartenente alla Cordigliera Penibetica che si trova nel comune di Antequera nella provincia di Malaga in Spagna,
È alto 878 metri e ha una morfologia molto caratteristica somigliante alla testa di profilo di un indiano, tanto da esser conosciuto come El Indio de Antequera. Questo paesaggio naturale  si estende su un'area di 117 ettari e si trova vicino all'autostrada A-92 e nei pressi della vecchia strada statale N-342.

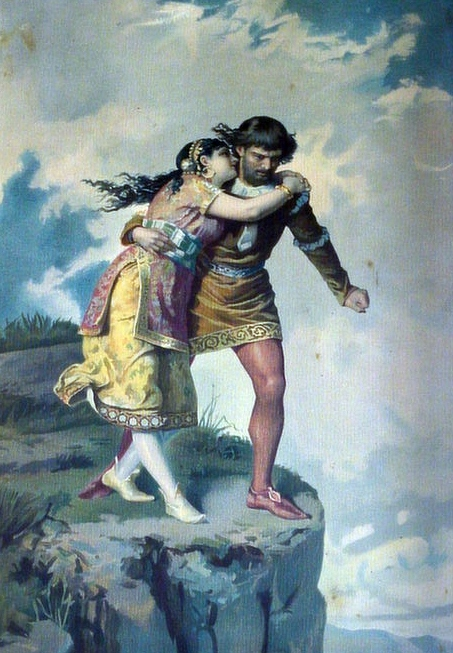
La Peña de los Enamorados, Eduardo Lucas Moreno (1885)

L'origine del nome deriva dalla leggenda secondo la quale due innamorati (cristiano lui e principessa moresca lei) per sfuggire alla cattura da parte dei soldati inviati dal padre di lei arrivarono in questi luoghi e per evitare di separarsi sono saliti sulla cima del rilievo dal quale poi si sono gettati nel vuoto insieme, per rimanere uniti per l'eternità.
Il paesaggio naturale della Peña de los Enamorados è stato dichiarato Bien de Interés Cultural per l'importanza archeologica dell'area, occupata fin dal Paleolitico inferiore.